# Delphine Vandevenne
Delphine Vandevenne (Kortrijk, 14 december 1974) is een Belgisch voormalig kajakster.

## Levensloop
Vandevenne begon omstreeks haar 13e te kajakken.
Vandevenne behaalde zowel op de wereldkampioenschappen van 1994 als die van 1995 een halve finaleplaats. Ze nam deel aan de K1 500 meter op de Olympische Spelen van 1996 te Atlanta. Ze werd uitgeschakeld in de halve finales.
In 1998 behaalde Vandevenne zowel op de K1 500 m als op de K1 1000 m  een achtste plaats op de wereldkampioenschappen in Szeged. Ook op de Europese kampioenschappen van het jaar nadien in Zagreb behaalde ze twee finaleplaatsen. Een vijfde plaats op de K1 500 m en een achtste op de K1 1000 m. Ook op de wereldkampioenschappen in Milaan behaalde ze  een achtste plaats op de K1 1000 m. Op de olympische afstand werd ze slechts zevende in de B-finale, waardoor ze haar ticket voor de Olympische Spelen van 2000 net miste. Ze kreeg in laatste instantie nog een wildcard aangeboden, maar het BOIC weigerde haar alsnog in te schrijven. Ontgoocheld besloot ze te stoppen met kajakken.
Ze was aangesloten bij Koninklijke Sobeka Kajakclub Zwevegem. Van beroep is ze agente.